# Фрактална димензија
Фрактална димензија је однос који обезбеђује статистички индекс комплексности у поређењу како детаљ у обрасцу ( строго говорећи, фрактал образац) се мења са скалом на којој се мери. Такође је окарактерисан као мера капацитета простора попуњавањем једног обрасца који говори о томе како фрактал ваге за разлику од простора који је уграђен у ; фрактал димензија не мора да буде цео број.
Суштинска идеја "Сломљене" димензије има дугу историју у математици, али сам термин је доведен у први план код Беноита Манделброта на основу његовог папира 1967 на теми самосличности у којем је разговарано о фракталним димензијама. У том папиру, Манделброт наводи претходни рад Левис Фри Рицхардсона описујући контра- интуитивно схватање да измери дужину промене обалукористећи  дужину мерног штапа (види сл. 1 ). У смислу тога појам је Фрактална димензија од обале квантификује како се број скалираних мерних штапова неопходних за мерење обале измене са скалом примењујући на штап. Постоји неколико формалних математичких дефиниција фракталне димензије које граде на овом основном концепту промене у детаљима са променама у обиму. 
Један не - тривијалан пример је фрактал димензија од Кохове пахуље. Има тополошку димензију 1 , али никако није рецтибиабилна крива: дужина криве између било које две тачке на Коховој пахуљи је бесконачна. Не мали део је линија слична, већ се састоји од бесконачног броја сегмената спојених под различитим угловима. Фрактална димензија криве се може објаснити интуитивним размишљањем о фракталној линији као објекту сувише детаљно бити једнодимензионални, али превише једноставно да су дводимензионални. Због тога његова димензија најбоље може описати не његовим уобичајеним тополошким димензијама 1, али по својој фракталној димензији, што у овом случају представља број између један и два. 

## Увод
Фрактална димензија је индекс за карактеризацију фракталног образца или скупа квантификовање целе комплексности као однос промене у појединостима на промене у скали Неколико типова фракталне димензије могу бити теоријска и емпиријска мера ( види слику 2. ) .  Фракталне димензије се користе као карактеризација широког спектра у распону од апстрактних до практичних феномена, укључујучи турбуленције,97-104 речне мреже,246-247 урбани раст, људска физиологија, медицина, кретање на тржишту.  Суштинска идеја нецелобројне или фракталне димензије има дугу историју из математике који се могу пратити уназад до 1600-их, али услове фрактала и Фракталних димензија је сковао математичар Беноа Манделброт 1975. године.19
Фрактална димензија је први пут примењена као индекс карактерише компликоване геометријске облике за које се чинило да су детаљи важнији од бруто слике. За скупове који описују обичне геометријске облике, теоријска фрактална димензија једнако позната као Еуклидова или тополошку димензију скупа. Тако је 0 за описивање комплета поена ( 0 димензионални скупови ) ; 1 за скупове који описују линије ( 1 - димензионални скупови имају само дужину ) ; 2 скупа за описивање површине ( 2 - димензионални скупови имају дужину и ширину ) ; и 3 за скупове који описују количине ( 3 - тродимензионални скупови имају дужину, ширину и висину ) . Али ово се мења за фракталне скупове. Ако је теоријски фрактална димензија скупа већа од тополошке димензије, скуп се сматра да има фракталну геометрију . 

За разлику од тополошких димензија, фрактал индекс може имати не-целобројне вредности, указујући да скуп испуњава свој простор квалитативно и квантитативно другачије од онога како обичан геометријски скуп ради. На пример, крива са фракталним димензијама веома близу 1 , каже 1.10 , понаша се баш као обична линија, али крива са фракталном димензијом 1,9 ветрови пролази кроз простор скоро као површина . Слично томе, површина са фракталном димензијом 2,1 попуњава простор веома личи на обичну површину, али са фракталном димензијом 2,9 набора и тече да попуни простор, а готово као волумен.19 Овај општи однос се може видети у две слике фракталних кривина у сл.2 и сл.3 - контура 32 - сегмент у слици . 2 , замршена и простор за пуњење, има фракталну димензију 1,67 , у односу на осетно мање сложене Кохове криве на слици.3 , која има фракталну димензију 1.26. 
 Однос повећане фракталне димензије са простор-пуњењем може се узети да значи фрактал димензије мере густине, али то није тако; њих двоје нису стриктно у корелацији. Уместо тога, фрактал мере димензија комплексности, концепт везан за одређене кључне карактеристике фрактала: самосличности и детаља или неправилности. Ове особине су евидентни у два примера фракталних кривина. Оба су крива са тополошке димензије 1, тако да се можемо надати да ћемо моћи да измеримо њихову дужину или нагиб, као и са обичним линијама. Али ми не можемо ни од ових ствари, јер фрактал криве имају комплексност у виду самосличности и детаља које обичне линије немају. Самосличност лежи у бесконачном скалирању, а детаљи у дефинисању елемената сваког скупа. Дужина између било које две тачке на овој кривој је недефинисана јер су криве теоријски конструисане које никада не заустављају да се понављају. Сваки мањи комад се састоји од бесконачног броја скалираних сегмената који изгледају потпуно исто као у првој итерацији. Ово нису рецтифилне кривине, што значи да се не могу мерити тако што се разложе на многе сегменте усклађивањем своје дужине. Они се не могу окарактерисати проналажењем своје дужине или стазе. Међутим, њихове фракталне димензије могу се одредити, што показује да је простор попуњен више од обичних линија али мање од површина, и омогућава им да се упореде у том погледу.
Напомињемо да су два фрактал криве описана горе показују тип сопствене сличности која је тачна уз понављајућу јединицу детаља који је лако визуелизован. Ова врста структуре може се проширити и на друге просторе (нпр фрактал који протеже Кохову криву у 3-д простор има теоретски D= 2.5849). Међутим, што је уредно пребројива комплексност је само један пример од самосличности и детаља који су присутни у фракталима. Пример обале Британије, на пример, показује самосличност са приближно обрасцима са приближним скалирањем.26 Фрактали показују неколико врста и степена самосличности и детаља који се не могу једноставно видети. Међу њима су, као пример, атрактор за које је детаљ описан као у суштини, глатке делови се гомилају,49Јулин скуп, што се види да је комплекс свирлс на свирлс, и срчани пулс, који су начини грубљи шиљци понавља и попео на време. Фрактал комплексности не мора увек бити решив у лако схватљивим јединицама детаља и скале без сложених аналитичких метода, али је и даље квантитативно кроз фракталне димензије197;262

## Историја
Термини фрактал димензија и Фрактал је сковао Манделброт 1975. године, отприлике десет година након што је објавио свој рад на самосличности у обал Британије. Разне историјске власти су га кредитирале са такође синтезу векова компликованом теоријску математиком и инжењерским радовима и да их примене на нов начин проучавања сложене геометрије који је пркосио опису у уобичајеном линеарном смислу. Најранији корени онога што је Манделброт синтетизовао као фракталну димензију су пратили јасни повраћаји на списима о неразличитим, бескрајно самосличним функцијама које су важне у математичкој дефиницији фрактала, отприлике у време када рачун је откривен средином 1600-их.Било је затишје у објављеном раду на таквим функцијама за време после тога, онда обнова почиње у касним 1800 са објављивањем математичких функција и скупова који су данас зове канонски фрактала (као што је истоимено дело вон Коха , Сјерпињског, и Јулија), али у време њихове формулације су често сматрни супротностима математичких "чудовишта". Ови радови су у пратњи можда највише кључних тачка у развоју концепта фракталне димензије кроз рад Хаусдорфа раних 1900-их, који је дефинисао "фракциону" димензију која се надвила да буде именована за њим и често позивати у дефинисању модерних фрактала. 
Види историју фрактала за више информација

## Улога скалирања
Концепт фракталне димензије почива на неконвенционалном погледу на перформансе и димензије .
 Како слика 4 илуструје, традиционални појмови геометрије диктатом који обликују скале предвидиво према интуитивним и познатим идејама о простору су садржане унутар, тако да, на пример, мерење линије користећи прву онда још 1/3 њене величине мерење штапа, даће за други Штап укупну дужину 3 пута онолико дуго као штапић са првом. Ово важи у 2 димензије. Ако поново мери површину квадрата затим мери са кутијом дужине стране 1/3 величине оригинала, један ће наћи 9 пута више квадрата као и прва мера . Таква позната скала односа може бити математички дефинисана општим скалирањем правила у једначини 1 , где променљива {\displaystyle N} означава број нових штапова, {\displaystyle \epsilon } за фактор скалирања, и {\displaystyle D} за фракталну димензију : 
Симбол {\displaystyle \propto } изнад означава пропорционалност. Ово правило скалирања је типично конвенционално правило геометрије и димензија - за линије, то квантификује, јер{\displaystyle N}=3 када {\displaystyle \epsilon }=1/3 као у примеру изнад, {\displaystyle D}=1, и за квадрате, зато {\displaystyle N}=9 када {\displaystyle \epsilon }=1/3, {\displaystyle D}=2.
Исто правило важи и за фракталну геометрију, али мање интуитивно . Израда, фрактал линије мерене на први поглед да буде једна дужина, када се поново измери користећи нови штап прилагођени по 1/3 старе не може бити очекивано 3 , али уместо 4 пута онолико дуго смањеног штапића. У овом случају, N= 4 када \epsilon= 1 / 3 , а вредност D може се наћи преуређивањем Једначине 1 : 
То јест, за фракталае описано уз помоћ{\displaystyle N}=4 када {\displaystyle \epsilon }=1/3, {\displaystyle D}=1.2619, димензија не- целог броја који указује да фрактал има димензију не једнаку простору у којем борави. Скалирање коришћено у овом примеру је исто скалирање Кохове криве и пахуље .  Важно је поменути да ове саме слике нису прави фрактали, јер скалирање описано вредностима D не могу да наставе бесконачно из простог разлога што слике постоје само до тачке њихове најмање компоненте, пиксел. Теоријски модел који чине дигиталне слике, међутим, нема дискретне пикселе попут комада, већ се састоји од бесконачног броја бескрајно скалираних сегмената придружених под различитим угловима и заиста има фракталну димензију 1.2619.  

## D није јединствен дескриптор
Као што је случај са димензијама утврђеним за линије, квадратима и коцкама, фрактал димензије су општи описи који не дефинишу јединствене обрасце . Вредност D за Кохов фрактал је горе наведен, на пример, квантификују урођено скалирање узорка, али не јединствено описују, нити пружају довољно информација да га реконструишу . Многе фракталне структуре или обрасци могу бити конструисани који имају исто скалирање везу, а драматично су различити од криве Кохове, као што је илустровано на слици 6 . 
За пример како фрактал обрасци могу се градити, погледајте фрактал, троугао Сјерпињског , Манделбротов скуп , дифузија ограничене агрегацију , Л - Систем 

## Примери
Концепт фракталне димензије описане у овом чланку је основни поглед на компликовану творевину. Примери дискутовани овде су изабрани због јасноће, и скалирања јединице и односи су били познати унапред. У пракси, међутим, фрактал димензије може се одредити коришћењем технике која приближну перформансу и детаљ из граница процењених од регресије линија преко логаритам против логаритма парцела величина од величине. Неколико формалних математичких дефиниција различитих врста фракталне димензије су наведени у наставку. Иако за неке класичне фрактале све ове димензије се поклапају, уопште нису еквивалентне:
- Оквир бројања димензија: D се процењује као експонент закона енергије.

{\displaystyle D_{0}=\lim _{\epsilon \rightarrow 0}{\frac {\log N(\epsilon )}{\log {\frac {1}{\epsilon }}}}.}
- Информације димензија: D разматра како је потребно у просеку информација које идентификују окупирани бок скале са кутије величине; p је вероватноћа.

{\displaystyle D_{1}=\lim _{\epsilon \rightarrow 0}{\frac {-\langle \log p_{\epsilon }\rangle }{\log {\frac {1}{\epsilon }}}}}
- Корелација мере D се заснива на М као број бодова који се користе за генерисање представљених фрактала и ге, број парова тачака ближе него ε једни другима.

{\displaystyle D_{2}=\lim _{\epsilon \rightarrow 0,M\rightarrow \infty }{\frac {\log(g_{\epsilon }/M^{2})}{\log \epsilon }}}
- Генерализоване или Ренијеве димензије

Кутија бројања, информације, и димензије корелације може се посматрати као посебан случај континуираног спектра генерализованих димензија реда ниво α, који су дефинисане:
{\displaystyle D_{\alpha }=\lim _{\epsilon \rightarrow 0}{\frac {{\frac {1}{1-\alpha }}\log(\sum _{i}p_{i}^{\alpha })}{\log {\frac {1}{\epsilon }}}}}
- Хигуичи димензија[25]

{\displaystyle D={\frac {d\ \log(L(k))}{d\ \log(k)}}}
- Димензија више фрактала: посебан случај Ренијеве димензије у којој скалирање понашања варира у различитим деловима узрока.
- Неизвесност експонента
- Хаусдорфова димензија
- Пакова димензија
- Асвад димензија
- Локално конектована димензија[26]

## Процена стварног света података
Многи из стварног света појаве испољавају ограничене или статистичке фракталне својства и Фрактал димензије које су процењене од узоркованих података коришћења технике компјутерске засноване фракталне аналзе. Практично, мерења фракталне димензије су погођена разним методолошким питањима, и осетљиви су на нумеричку или експерименталну буку и ограничења у износу података. Ипак, поље рапидно расте као процењено фрактална димензија за статистичку самосличну појаву може имати многе практичне примене у различитим областима, укључујући диагностику слика,физиологију, неурологију, медицину, физику, анализу слике, акустику,Риеманову зету нула, и електрохемијски процес.
Алтернатива директног мерења, разматра математички модел који личи формирању стварног свету фракталног објекта. У овом случају, валидација може да се уради поређењем осим фракталне имовине проузрокованог модела, са измереним подацима. У колоидној физици, системи се састоје од честица са различитим фракталним димензијама настајања. Да би се описали ови системи, што је врло згодно говорити о расподели фракталних димензија, и на крају, време еволуција потоњених: процес који је вођен комплексном међуигром између груписања и коалесценције.